# Diplophryxus gracilis
Diplophryxus gracilis là một loài chân đều trong họ Bopyridae. Loài này được Markham miêu tả khoa học năm 1989.